# 梅達特 (佛羅里達州)
梅達特（英語：Medart）是位於美國佛羅里達州沃庫拉縣的一個非建制地區。該地的面積和人口皆未知。

## 地理
梅達特的座標為30°04′58″N 84°23′14″W / 30.08278°N 84.38722°W，而該地的平均海拔高度為10米（即33英尺）。